# 承諾
承諾(しょうだく、英: Acceptance)とは、申込み（offer）の内容どおりに契約を結ぶ意思の表示である。
多くの国において、申込みと承諾が契約が成立するために最低限必要な要件とされており、申込みに対する承諾によって申込みに示された内容の契約が成立することとなる。
日本法上も、明示的な規定はないが、民法521条が申込みと承諾が契約の一般的成立要件であることを前提として、規定を置いている。